# Sihlcity-Kirche

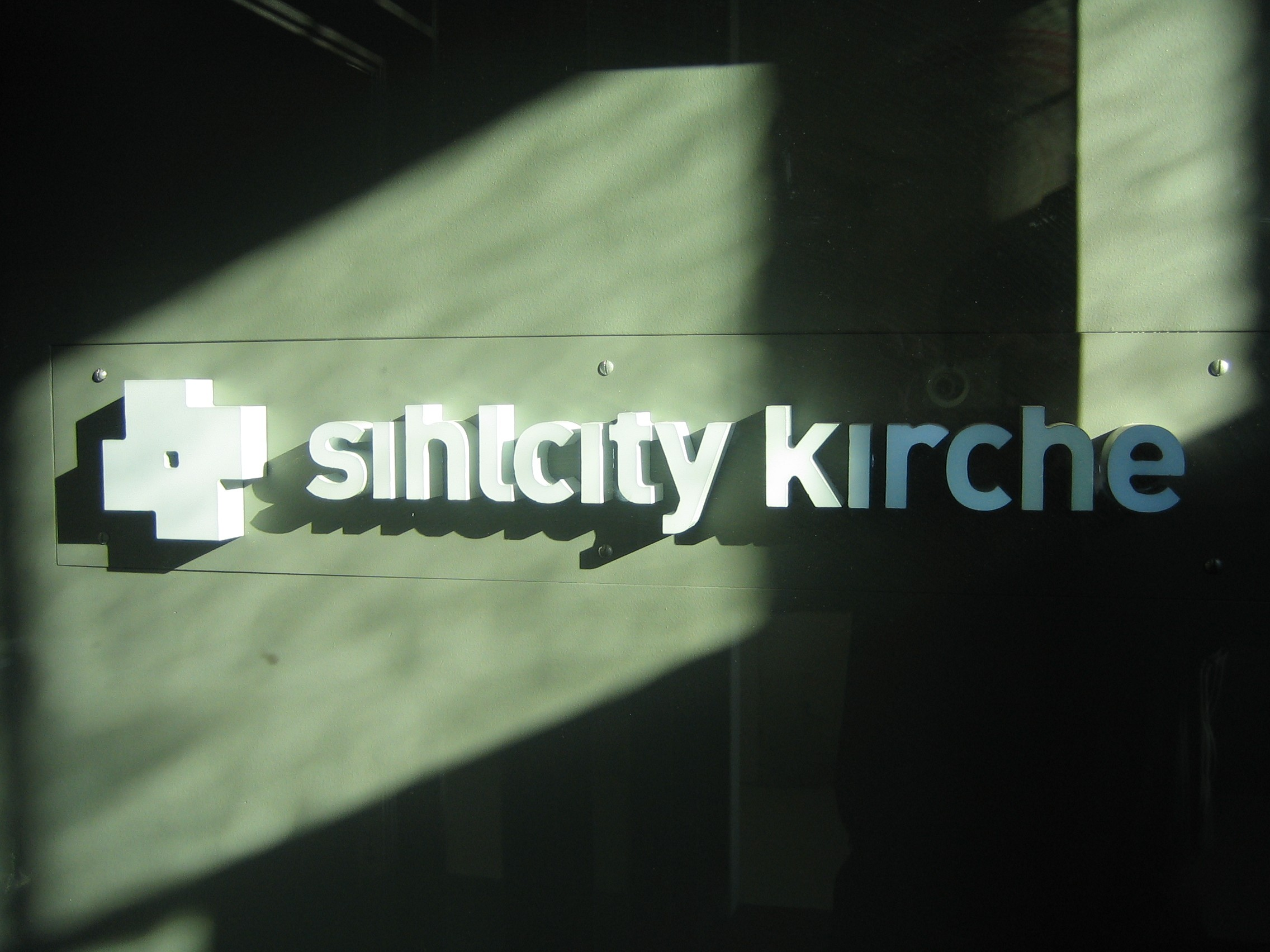
Am Eingang zur Kapelle, Ende März 2007

Die Sihlcity-Kirche war vom 22. März 2007 bis zum 30. April 2019 eine ökumenische und interreligiös offene Kapelle in Zürich-Wiedikon.

## Standort und Trägerschaft
Die Sihlcity-Kirche hatte ihren Standort im 2007 eröffneten Einkaufs-, Wohn- und Freizeitzentrum Sihlcity und war die erste Schweizer Kirche in einem Einkaufszentrum, bis am 10. Mai 2016 mit Raum+Stille eine spirituelle Oase im Einkaufszentrum Glatt eröffnet wurde.
Trägerschaft der Kirche in Sihlcity war der Verband der stadtzüricherischen evangelisch-reformierten Kirchgemeinden, der Verband der römisch-katholischen Kirchgemeinden der Stadt Zürich und die christkatholische Kirchgemeinde Zürich. Das seelsorgerische Angebot konnte unabhängig vom Glauben genutzt werden.

## Einrichtung und Angebot

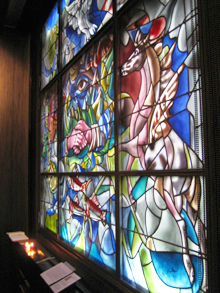
Kerzenbank und Glasmalerei Hans Erni in Sihlcity 2011

Die drei Hauptangebote der ökumenischen Sihlcity-Kirche waren die Kapelle, der Gemeinschaftsraum und die Möglichkeit zum Seelsorgegespräch.
Die Kapelle diente als Raum der Stille zum Kraftschöpfen für die Bewältigung des Alltages. Hier konnte zu Andacht, Gebet und Meditation gefunden werden. Eine Kerzenbank erwartete die Besucher. Ein Anliegenbuch zum Hineinschreiben sowie Bibeln und Heilige Schriften anderer Religionen lagen auf, ebenso das wöchentlich neu herausgegebene Rastwort, ein Begriff, der im Jahr 2007 eigens für die Sihlcity-Kirche geprägt worden war. In der Kapelle wurden jeweils am zweiten Mittwoch im Monat die Andachten Fünfzehn Minuten für dich angeboten.
Die Räume wurden vom Büro Vehovar & Jauslin Architektur gestaltet, das dafür den Best Architects 08 Award erwarb. Die Glasmalereien für den Andachtsraum wurden vom Luzerner Künstler Hans Erni geschaffen und im Atelier Simon Marq in Reims hergestellt; seit Mitte 2020 befinden sie sich als Leihgabe der katholischen Kirche in der Paulus-Akademie Zürich. Beim Lesepult, dem Ambo, leuchtete eine grosse Osterkerze.
Der Empfang, der Gemeinschaftsraum und der Raum der Stille wurden im Ehrenamt betreut. Für Gespräche war während der Öffnungszeiten stets eine ausgebildete und erfahrene Seelsorgeperson anwesend. Im Gemeinschaftsraum konnten jeweils am Mittwoch während der Winterzeit der Suppen-Zmittag mit vom benachbarten Restaurant Rüsterei angebotener Suppe und während den Sommermonaten die Picknick-Gemeinschaft mit zubereiteten Sandwiches besucht werden.
Als Kirchenuhr wurde am 14. Mai 2009 die durch den Zürcher Designer Andreas Mossner neu gestaltete Uhr Partime eingeweiht. Es handelte sich damals um die erste fest angebrachte Uhr dieser Art. Sie hatte ihren Platz als Wandabschluss im Gemeinschaftsraum.

## Kultureller, religiöser und interreligiöser Lernort

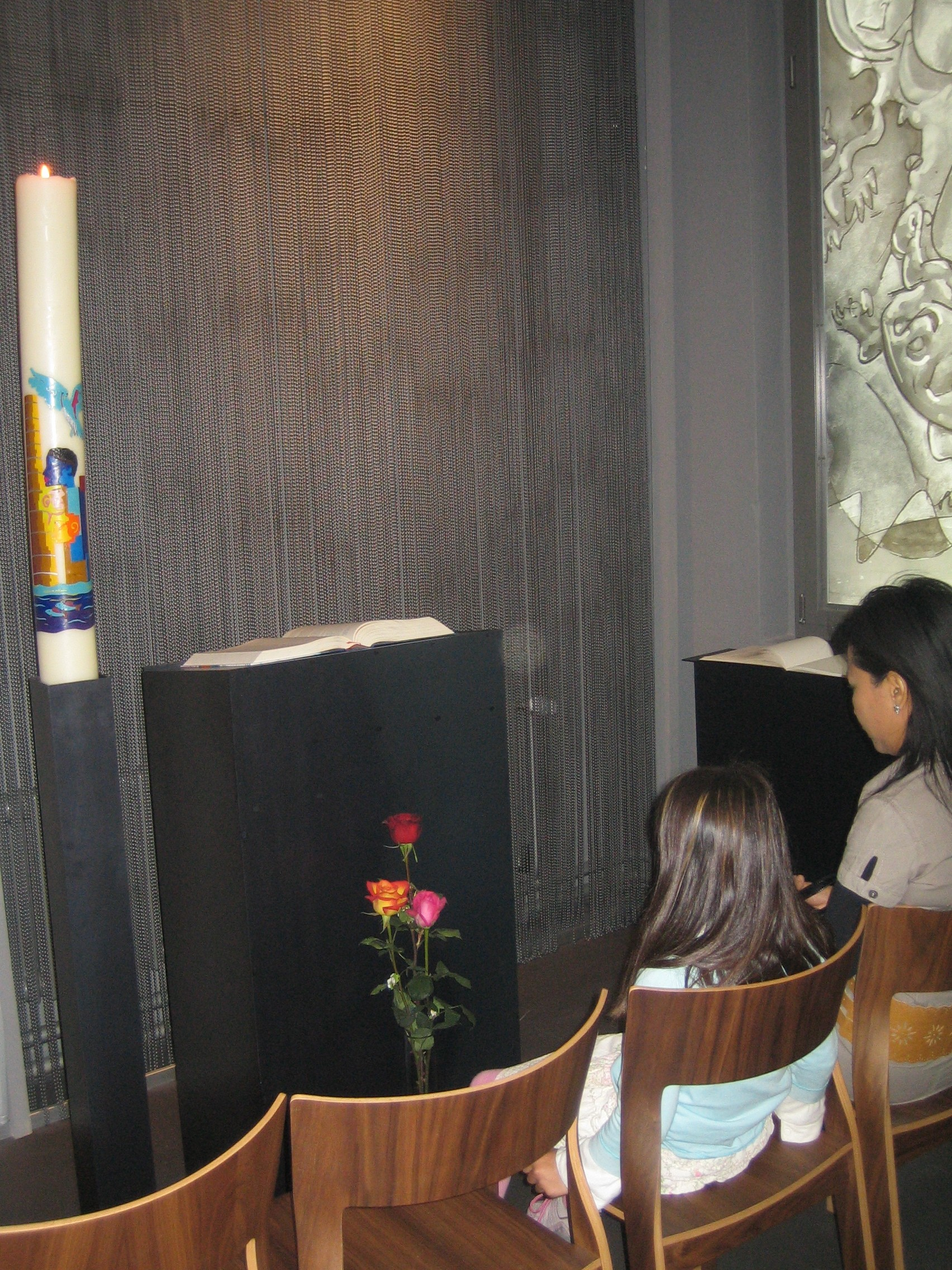
Ein Blick in die Sihlcity-Kirche am 31. März 2007

Die Sihlcity-Kirche wurde aufgrund der Gruppenführungen von Jugendlichen und Erwachsenen nach der Veröffentlichung des Buches Neunundneunzig Rastworte aus Sihlcity und der Buchvernissage vom Montag, den 15. Oktober 2012 in die Liste der kulturellen, religiösen und interreligiösen Lernorte aufgenommen. Dies erfolgte durch die Interreligiöse Arbeitsstelle INTR°A und die Überkonfessionelle Plattform für Religionspädagogik und Religionsunterricht RPI-Virtuell in Deutschland.

## Schliessung
Da der Besucherstrom – wohl auch infolge der peripheren Lage im Center – in ihren letzten Jahren nachgelassen hatte, wurden die Mietverträge gekündigt und die Sihlcity-Kirche auf Ende April 2019 geschlossen.